# Cselgáncs az 1964. évi nyári olimpiai játékokon
A cselgáncs az olimpia műsorán hivatalosan az 1964. évi nyári olimpiai játékokon szerepelt első alkalommal, négy súlycsoportban rendezték a mérkőzéseket.

## Éremtáblázat
| Az 1964. évi nyári olimpiai játékok éremtáblázata cselgáncsban | Az 1964. évi nyári olimpiai játékok éremtáblázata cselgáncsban | Az 1964. évi nyári olimpiai játékok éremtáblázata cselgáncsban | Az 1964. évi nyári olimpiai játékok éremtáblázata cselgáncsban | Az 1964. évi nyári olimpiai játékok éremtáblázata cselgáncsban | Olimpia  |
| -------------------------------------------------------------- | -------------------------------------------------------------- | -------------------------------------------------------------- | -------------------------------------------------------------- | -------------------------------------------------------------- | -------- |
|                                                                | Ország                                                         | Arany                                                          | Ezüst                                                          | Bronz                                                          | Összesen |
| 1.                                                             | Japán (JPN)                                                    | 3                                                              | 1                                                              | 0                                                              | 4        |
| 2.                                                             | Hollandia (NED)                                                | 1                                                              | 0                                                              | 0                                                              | 1        |
| 3.                                                             | Egyesült Német Csapat (EUA)                                    | 0                                                              | 1                                                              | 1                                                              | 2        |
| 4.                                                             | Kanada (CAN)                                                   | 0                                                              | 1                                                              | 0                                                              | 1        |
| 4.                                                             | Svájc (SUI)                                                    | 0                                                              | 1                                                              | 0                                                              | 1        |
| 6.                                                             | Szovjetunió (URS)                                              | 0                                                              | 0                                                              | 4                                                              | 4        |
| 7.                                                             | Ausztrália (AUS)                                               | 0                                                              | 0                                                              | 1                                                              | 1        |
| 7.                                                             | Egyesült Államok (USA)                                         | 0                                                              | 0                                                              | 1                                                              | 1        |
| 7.                                                             | Dél-Korea (KOR)                                                | 0                                                              | 0                                                              | 1                                                              | 1        |
|                                                                |                                                                |                                                                |                                                                |                                                                |          |
| Összesen                                                       | Összesen                                                       | 4                                                              | 4                                                              | 4                                                              | 16       |

## Érmesek
| Az 1964. évi nyári olimpiai játékok érmesei cselgáncsban |                                 |                                                |                                           |
| Versenyszám                                              | Arany                           | Ezüst                                          | Bronz                                     |
| Abszolút kategória                                       | Anton Geesink · Hollandia (NED) | Kaminaga Akio · Japán (JPN)                    | Theodore Boronovskis · Ausztrália (AUS)   |
| Abszolút kategória                                       | Anton Geesink · Hollandia (NED) | Kaminaga Akio · Japán (JPN)                    | Klaus Glahn · Egyesült Német Csapat (EUA) |
| Nehézsúly +100 kg                                        | Inokuma Iszao · Japán (JPN)     | Doug Rogers · Kanada (CAN)                     | Anzor Kiknadze · Szovjetunió (URS)        |
| Nehézsúly +100 kg                                        | Inokuma Iszao · Japán (JPN)     | Doug Rogers · Kanada (CAN)                     | Parnaoz Csikviladze · Szovjetunió (URS)   |
| Középsúly 80 kg                                          | Okano Iszao · Japán (JPN)       | Wolfgang Hofmann · Egyesült Német Csapat (EUA) | Kim Ithe (Kim Eui-Tae) · Dél-Korea (KOR)  |
| Középsúly 80 kg                                          | Okano Iszao · Japán (JPN)       | Wolfgang Hofmann · Egyesült Német Csapat (EUA) | James Bregman · Egyesült Államok (USA)    |
| Könnyűsúly 68 kg                                         | Nakatani Takehide · Japán (JPN) | Eric Hänni · Svájc (SUI)                       | Oleg Sztyepanov · Szovjetunió (URS)       |
| Könnyűsúly 68 kg                                         | Nakatani Takehide · Japán (JPN) | Eric Hänni · Svájc (SUI)                       | Ārons Boguļubovs · Szovjetunió (URS)      |